# St. Elisabeth (Windischbuch)
Die römisch-katholische Pfarrkirche St. Elisabeth in Windischbuch, einem Stadtteil von Boxberg im Main-Tauber-Kreis, wurde in der Mitte des 19. Jahrhunderts errichtet und ist der heiligen Elisabeth geweiht.

## Geschichte
Die Kirche St. Elisabeth wurde im Jahre 1856 errichtet.
Die Windischbucher Kirche gehört zur Seelsorgeeinheit Boxberg-Ahorn, die dem Dekanat Tauberbischofsheim des Erzbistums Freiburg zugeordnet ist.

## Kirchenbau und Ausstattung
Es handelt sich um einen neuromanischen Saalbau mit eingezogenem Chor und Dachreiter.
Die Kirche verfügt über ein dreistimmiges  Geläut der Gebrüder Bachert, Kochendorf, aus dem Jahr 1959. Die drei Glocken befinden sich in einem mittig über dem Giebel der Pfarrkirche gestellten, hölzernen Dachreiter.